# Spodoptera synstictis
Spodoptera synstictis är en fjärilsart som beskrevs av George Francis Hampson 1896. Spodoptera synstictis ingår i släktet Spodoptera och familjen nattflyn. Inga underarter finns listade i Catalogue of Life.